# Oberursel
Oberursel (Taunus) är en tysk stad i distriktet Hochtaunuskreis i förbundslandet Hessen. Orten ligger vid södra sidan av bergstrakten Taunus och gränsar mot Frankfurt am Main.

## Historia
Staden är uppkallad efter vattendraget Urselbach. Vid bäcken etablerades under medeltiden flera manufakturer som producerade bland annat tyg. Orten nämns den 26 april år 791 för första gången i en krönika för klostret i Lorsch. Samhället blev under de följande åren köping (Marktflecken) och fick 1441 stadsrättigheter. Trettioåriga kriget drabbade staden hårt och de flesta byggnaderna förstördes. Därför består stadens historiska centrum idag främst av hus som byggdes efter 1650. Istället för tygvävare etablerade sig möllor, oljeslagerier och garvare.
Under den industriella revolutionen ersattes vattenkraften med ångmaskiner och staden fick anslutning till järnvägsnätet. Betydande blev fabriken som producerar motorer för bilar, tår och flygplan. Under andra världskriget fanns i norra delen av staden ett läger (Durchgangslager) för fångar från Storbritannien och USA. Därför bombades Oberursel inte av de allierade och skadorna blev måttliga. När amerikanska enheter nådde staden den 30 mars 1945 övergavs den utan kamp.

## Vänorter
Oberursel har följande vänorter:
- Épinay-sur-Seine – sedan 1964
- Ursem – sedan 1971
- Rushmoor – sedan 1989
- Lomonosov – sedan 2004